# 마리마르 (2007년 드라마)
《마리마르》(스페인어: Marimar)는 2007년 방영된 필리핀의 드라마이다. 지난 1994년 멕시코의 텔레노벨라 《마리마르》을 원작으로 한 작품이다.

## 같이 보기
- 마리마르